# Cecilia Samartin
Cecilia Samartin,  née en 1961 à La Havane, est une écrivaine américaine d’origine cubaine,.

## Biographie
Elle fait des études supérieures en psychologie à l'Université de Californie à Los Angeles et en thérapie familiale à l'Université de Santa Clara,. 
Depuis plusieurs années, elle travaille aux États-Unis auprès d'immigrants en provenance des pays d'Amérique latine,.
Samartin amorce sa carrière d'écrivain en 2004 avec la parution de l'ouvrage Ghost Heart. Ses œuvres sont traduites en langues : française, néerlandaise, allemande et norvégienne.

## Œuvre
- Ghost Heart (aussi titré Broken Paradise) (2004) Publié en français sous le titre Rosa et son secret, traduit par Mélanie Carpe, Paris, Éditions de l’Archipel, 2013, 534 p.  (ISBN 978-2-8098-1137-7)
- Tarnished Beauty (aussi titré Señor Peregrino) (2005) Publié en français sous le titre La Belle imparfaite, traduit par Mélanie Carpe, Paris, Éditions de l’Archipel, 2012, 414 p.  (ISBN 978-2-8098-0717-2)
- Vigil (aussi titré Salvadorena) (2009) Publié en français sous le titre Le Don d’Anna, traduit par Mélanie Carpe, Paris, Éditions de l’Archipel, 2011, 412 p.  (ISBN 978-2-8098-0501-7)
- Mofongo (2013) Publié en français sous le titre La Promesse de Lola, Paris, Éditions de l’Archipel, 2014, 384 p.  (ISBN 978-2-8098-1480-4)
- (de) Nicht die Nacht allein (2016), Stuttgart,  (ISBN 978-3-8251-7950-2)